# ウェジ
ウェジ部（Weji）とは、遼代から明代にかけてスンガリ河下流域〜アムール川下流域方面に居住していた集団の呼称である。ウジェと表記される場合もある。「森林」を意味するトゥングース諸語のウェジ（Weji）が原音と見られ、特定の民族集団の名称というよりはスンガリ河以北の森林地帯に住むトゥングース系諸集団の総称であった。漢文史料ではギレミと並列して記載されることが多く、現代においてもニヴフと接するアムール川下流域方面のトゥングース系民族（北方ツングース:ネギダール・ウデヘ・オロチ、南方ツングース:ナナイ・ウリチ）に連なる存在であると推測されている。

## 名称
遼宋の頃には「兀惹」「烏舎」「屋惹」「嗢熱」、元代には「吾者」、明代には「兀者」として記録されており、いずれも「森林」を意味するトゥングース語Wejiが原音であると見られる。一方、金代では同一の集団を「兀的改」「烏底改」と記し、明代の史料でも「兀狄哈」という記載があるが、これはWejiに同じくトゥングース語で「人」を意味するkaiを附与したWeji-kai（森の人）という単語の音写であるとする説、女真語（満州語）“udi-(g)e niyalma（「野人」の意）” の略称であるとする説 が提唱されている。
明末清初の満州語史料では東海三部（明朝における野人女直に相当）の一つとしてウェジ部（Weji）という集団が記録されているが、これも同じ語源であると見られる。また、一説には現代のウデヘ（沿海州方面に居住するトゥングース系民族）の名称もウディゲ／ウェジカイに由来するものであるという。

## 歴史

### 唐代
唐の時代、後にウェジ部の居住地となるアムール川下流域方面には靺鞨の黒水部が存在していた。黒水部は渤海が衰えるとこれに乗じて南下し、中国の諸王朝と関係を持ったが、渤海を征服しこれと領土を接したはずのキタイの歴史書に「黒水部」の名称は表れず、かわって『遼史』を始めとする史書に登場するようになるのが「兀惹（ウェジ）」である。このため、遼代以降の「ウェジ」は黒水部の後身に当る存在であると考えられている。

### 遼代
渤海を征服し、マンチュリアに進出したキタイ人は南下を試みるウェジ人をしばしば討伐した。995年にはウェジの酋長烏昭度が渤海に侵攻したため、遼の聖宗は奚王和朔奴及び東京の留守蕭恒徳らを派遣してこれを討伐し、以後ウジェは遼に入貢するようになった。遼は来降したウェジ人（靺鞨の後裔の女真）たちを賓州に移住させ、このため賓州の地は「ウジェ国（烏惹国）」と称されるようになった。一方、同時代の高麗ではしばしば「黒水（靺鞨）」人の入貢が記録されており、彼等は「三十徒」「三十姓部落」と呼ばれていたが、これが『遼史』に「ウェジ戸の多い」と記載された蒲盧毛朶部に相当する。

### 金代
女真人が建てた金朝時代の初期、対外進出が活発だった頃にはウジェ（ウディゲ）への進出が図られた。天会年間（1123年-1137年）の初めには金の太宗が配下の将兵を派遣してウディゲを討伐させている。1186年にも出兵が図られたが、成果を挙げることができず、従軍した諸将が罰せられている。遼代の「ウジェ国（烏惹国）」はこの頃まで存続し「烏舎国」「嗢熱国」として記録されているが、遼の衰退によってその起源は既にわからなくなっていた。

### 元代
1206年、チンギス・カンはモンゴル帝国を建設すると自身の諸弟を東方に分封し、この諸弟を始祖とする東方三王家によって女真人の住む満州方面の経略は進められた。クビライが即位し大元ウルスが成立すると、この地方の統治のため遼陽等処行中書省が設置され、ウェジはギレミとともに水達達路に属した。
元末、モンゴルの支配体制が弛緩するとウェジの間にも不満が広がり、至正3年（1343年）・至正6年（1346年）・至正7年（1347年）には「吾者野人が叛した」ことが記録されている。

### 明代
明朝が成立し大元ウルスが北走すると、シヤンハ・ソシェンゲといった有力首長に率いられたウェジ人は南下を開始し、金朝女真人の末裔である五軍民万戸府を解体に追い込んだ。南下したウェジ人はフルン河流域を中心に居住し、周囲の民族からは河の名前に因ってフルンと呼ばれ、明朝からは海西女直と呼ばれた。一方、ウェジ人に圧迫されて南下した五軍民万戸府のオドリ・フリカイといった集団が建州女直の祖となった。永楽帝の治世に明朝は積極的に北方に進出し、シヤンハ・ソシェンゲらが率いるウェジ人は兀者衛などに編成され、海西女直内の有力衛となった。このように、元末の混乱に乗じて南下したウェジ人が先住の女直を征服して形成されたのが海西女直＝フルン・グルンであった。このような歴史的背景を踏まえ、朝鮮側では海西女直のことを「フルン＝ウディゲ」と呼称している。一方、アムール川中・下流域に残ったウェジ人は引き続き明朝の人々によって兀狄哈と呼ばれ、万暦年間以後フルン四部が隆盛するとこれと区別するために「野人女直」と分類されるようになった。

### 清代
女真の後衛の満州人が建てた、清朝の前身であるマンジュ・グルンは東方の勢力を東海三部（フルガ部・ワルカ部・ウェジ部）、使犬国と分類して認識していた。